# Energía maremotérmica

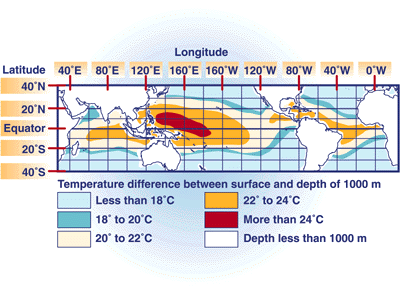
Ejemplo de un mapa de energía maremotérmica.

La energía maremotérmica (conocida en inglés como Ocean Thermal Energy Conversion, conversión de energía térmica oceánica, abreviadamente OTEC u OTE) es un tipo de energía renovable que utiliza la diferencia de temperatura entre las aguas oceánicas profundas, más frías, y las superficiales, más cálidas, para mover una máquina térmica y producir trabajo útil, generalmente en forma de electricidad. Fue originalmente concebida por el físico francés Arsène d'Arsonval.
Hasta ahora ha tenido el problema de un rendimiento bajo, pero los nuevos diseños en intercambiadores y otros dispositivos térmicos hacen que este se aproxime al máximo teórico.

## Principios básicos
En diferentes zonas del mundo el agua tiene distintas temperaturas dependiendo de la profundidad en que se encuentre, en especial en los trópicos, donde pueden distinguirse tres capas térmicas:
- La superficie: de 100 a 200 metros de espesor, que actúa como colector de calor, con temperaturas entre 25 y 30 °C.

- La intermedia: entre los 200 y 400 metros de profundidad, con una variación rápida de temperatura y que actúa como barrera térmica entre las capas superior y profunda.

- La profunda: en la que la temperatura disminuye suavemente hasta alcanzar 4 °C a 1000 metros y 2 °C a 5000 metros.

Así, usando el agua superficial para calentar un líquido con un punto de ebullición bajo (usando un intercambiador de calor) este se transformaría en vapor que podría mover una turbina para generar electricidad. Luego, este vapor se enfriaría en otro intercambiador de calor en contacto con el agua fría de las profundidades para luego reiniciar el ciclo de generación.

## Características
- Es inagotable puesto que está relacionada con los grandes procesos climatológicos; sin embargo, los lugares favorables para su instalación, caracterizados por una temperatura superficial del agua muy elevada, no son muy numerosos; es posible, sin embargo, evitar en cierta medida esta o aquella condición aumentando la temperatura de la capa caliente aprovechada (impidiendo la evaporación mediante delgadas capas de aceite, etc.), o utilizando instalaciones flotantes.

- El rendimiento teórico máximo de Carnot es muy bajo, 7,3% si el agua caliente está a 28 °C y la fría a 6 °C; 8,6% para el agua caliente a 30 °C y la fría a 4 °C. Para maximizar el rendimiento real, hace falta acercarse lo más posible a la reversibilidad (ciclo con numerosos pasos evaporación-condensación, y viceversa) y minimizar la parte de energía consumida por las instalaciones auxiliares(extractor de gases disueltos y bombas de circulación).

- La turbina debe ser de grandes dimensiones (lo que impone una baja velocidad de rotación) para que la diferencia de tensión de vapor entre el condensador y el evaporador sea mínima; para obviar esto se ha propuesto emplear un fluido auxiliar, como el amoniaco, cuya tensión de vapor varía con la temperatura mucho más que la del agua.

- Aunque en las actuales condiciones de la economía mundial una central térmica semejante no parece muy competitiva, presenta la interesante particularidad de producir grandes cantidades de agua dulce del orden de las 300 toneladas/hora en una central de 3,5 MW; por otro lado, el agua profunda utilizada para refrigerar el condensador, saldría de la instalación a unos 16 °C (18.000 Termias/hora en el caso citado) y sería por tanto utilizable como agua de refrigeración en determinadas industrias.[3]

## Historia
Arséne Arsonval presentó en 1881 y por primera vez el concepto de aprovechamiento de energía a partir de la construcción de una central maremotérmica. Posteriormente, en 1926 el ingeniero francés Georges Claude presentó a la Academia de Ciencias de París un modelo a escala que demostraba la posibilidad de aprovechar esta energía. 
Sin embargo, las pruebas que se llevaron a cabo en el mar, primero a lo largo de las costas cubanas (1929-30), en la bahía de Matanzas, que tenía un tubo de aspiración de agua fría del fondo de 1,6 metros de diámetro y 2 km de longitud, que funcionó 11 días hasta que fue destruida por una tempestad, y luego en aguas de Río de Janeiro (1934-35), si bien demostraron la viabilidad del proyecto de Claude, acabaron en fracaso a causa de los efectos del movimiento del oleaje sobre la conducción sumergida.
A partir de los años 50 se realizan en este campo grandes progresos tanto teóricos como técnicos, gracias al ingeniero Nizery. El gobierno francés financia el estudio de la instalación de una central para la producción de energía eléctrica alimentada por la energía térmica de los océanos, con 2 módulos de 5 MW netos cada uno; el tubo de agua fría tenía una longitud de 4 km. A finales de los 60 se presentan en los Estados Unidos tres proyectos de centrales flotantes en ciclo cerrado: los de Lockheed, de 160 MW; la T.R.W., de 100 MW), y la Universidad Johns Hopkins, de 100 MW. A raíz de estos trabajos se empezaron a construir dos plantas experimentales: La MiniC.E.T.O. en Hawái, de 50 kW, y la C.E.T.O.1 en el Caribe, de 1 MW. 
En la actualidad está en proyecto la construcción de una central de 40 MW, para luego construir una de 100 MW. En Japón se ha construido una central de 1 MW en la isla de Nauru y proyectan otra de 100 MW. Varios países europeos (Francia, Italia, Alemania) también están realizando investigaciones sobre este tipo de centrales.

## Impacto

### Ventajas
- a) Utiliza fuentes de energía limpias y renovables. El agua caliente de la superficie y el agua fría del fondo del océano reemplaza la utilización de combustibles fósiles.

- b) La producción de dióxido de carbono y otras sustancias químicas que contribuyen al calentamiento global y la lluvia ácida es mínima o nula.

- c) Los sistemas y centrales maremotérmicos producen agua potable y electricidad.

- d) La cantidad de energía solar acumulada sobre las capas superficiales del océano podrían llegar a cubrir la mayoría de las necesidades energéticas de la humanidad.

- e) Ayuda a reducir la utilización y dependencia de combustibles fósiles importados.

- f) El agua fría del fondo oceánico utilizada en la producción de energía maremotérmica puede ser empleada para la producción de aire acondicionado en edificios, alimentación de peces y crustáceos, algas y plantas marinas.

### Desventajas
- a) Los costos de las plantas maremotérmicas superan los costos requeridos al emplear combustibles fósiles para la producción de energía.

- b) Las plantas maremotérmicas deben ser ubicadas en zonas cuya variación de temperatura a lo largo del año sea de 20 °C.

- c) La construcción de centrales y la tubería requerida para el funcionamiento del sistema puede afectar los arrecifes coralinos y ecosistemas costeros.